# Auguste Bußmann
Magdalena Margaretha Auguste Bußmann (* 1. Januar 1791; † 17. April 1832 in Frankfurt am Main) war kurzzeitig mit dem Schriftsteller Clemens Brentano verheiratet.

## Leben
Auguste Bußmanns Mutter Maria Elisabeth entstammt der Frankfurter Bankiersfamilie Bethmann. Ihr Vater, der Bankier Johann Jakob Bußmann, starb bereits im Jahr ihrer Geburt. Ihr Onkel Simon Moritz von Bethmann übernahm die Vormundschaft. Augustes Mutter heiratete in zweiter Ehe Alexandre Victor François de Flavigny. Aus dieser Ehe ging die Schriftstellerin Marie d’Agoult hervor, ihrerseits Mutter von Cosima Wagner.
Ende Juli 1807 entfloh die 16-jährige Auguste Bußmann in wilder Leidenschaft mit dem gerade erst verwitweten Dichter Clemens Brentano. Das Paar fand zunächst bei einem Schwager von Brentano in Kassel Unterschlupf und wurde am 21. August 1807 im Dom zu Fritzlar getraut. Schon kurz nach der Trauung kam es zu Auseinandersetzungen und heftigen Streitereien zwischen dem ungleichen Paar. Ein gemeinsames Zusammenleben des Paars war nicht möglich, so dass es sich alsbald trennte. Kurzzeitige Versuche als Ehepaar zu leben, scheiterten jedes Mal schnell wieder. So wurde von beiden eine rasche Trennung gewünscht. Eine Scheidung war jedoch schwer zu erreichen. Erst 1814 wurde das formelle Scheidungsurteil unterschrieben. Anschließend wurde Auguste Bußmann von ihrer Familie vor die Wahl gestellt, ins Kloster zu gehen oder sich erneut zu verheiraten. Am 30. März 1817 vermählte sie sich mit Johann August Ehrmann. Auguste Bußmann bekam vier Kinder, die nach eigenem Bezeugen nicht alle von ihrem Ehemann waren. Am 17. April 1832 ertränkte sich Auguste Bußmann im Main.

## Literarische Verarbeitung
Hans Magnus Enzensberger hat unter dem Titel Requiem für eine romantische Frau den Briefwechsel zwischen Auguste Bußmann und Clemens Brentano herausgegeben; er wurde 1998 von Dagmar Knöpfel verfilmt.
Das Requiem für eine romantische Frau von Enzensberger beinhaltet im dokumentarischen Hauptteil zwar einige Briefe der beiden Eheleute, überwiegend jedoch Auszüge aus den Briefen und Briefentwürfen des Brentano-Kreises sowie Gerichtsdokumente, Erinnerungen der Halbschwester Augustes und biographische Darstellungen aus den 1870er Jahren, ferner ausgewählte Lyrik von Clemens Brentano sowie zwei Prosatexte aus der Feder Achim von Arnims.
Unter dem Titel Du freches lüderliches Weib hat das Frankfurter Chansonduo Duo Liederlich 2004 die tragische Geschichte der Auguste Bußmann als Chansonabend verarbeitet.

## Verfilmung
- Dagmar Knöpfel, Requiem für eine romantische Frau, 1999